# Epilobium fastigiatoramosum
Epilobium fastigiatoramosum là một loài thực vật có hoa trong họ Anh thảo chiều. Loài này được Nakai mô tả khoa học đầu tiên năm 1919.